# 4. etape af Post Danmark Rundt 2011
Fjerde etape af Post Danmark Rundt 2011 var en 112,2 km lang etape. Den blev kørt den 6. august fra Sorø til Frederiksværk. Etapen var én ud af 2 på samme dag, da 5. etape køres senere som en enkeltstart.
- Etape: 4. etape
- Dato: 6. august
- Længde: 112,2 km
- Rute: Sorø – Stenlille – Stenmagle – Nyby – Vipperød – Ejby – Kirke Hyllinge – Røgerup – Venslev – Landerslev – Jægerspris – og 3 omgange á 4,3 km i Frederiksværk med opløb på Sandskårsvej.
- Gennemsnitshastighed: 46,3 km/t

## Point- og bakkespurter

### Pointspurt (Jægerspris)
Efter 71,5 km i Jægerspris
| 1. plads | Martin Mortensen | Team Leopard-Trek                    | 5 point | 3 bonussekunder |
| 2. plads | Jens-Erik Madsen | Team Concordia Forsikring-Himmerland | 3 point | 2 bonussekunder |
| 3. plads | Kristian Sobota  | Team Christina Watches-Onfone        | 1 point | 1 bonussekund   |

### Bakkespurt (Mørkemosebjerg)
Efter 24,9 km på Mørkemosebjerg
| 1. plads | Martin Mortensen | Team Leopard-Trek                    | 10 point |
| 2. plads | Jens-Erik Madsen | Team Concordia Forsikring-Himmerland | 6 point  |
| 3. plads | Daniel Foder     | Glud & Marstrand-LRØ Rådgivning      | 4 point  |
| 4. plads | Preben Van Hecke | Topsport Vlaanderen-Mercator         | 2 point  |

## Resultatliste
|    | Navn                | Land      | Hold                            | Tid     |
| -- | ------------------- | --------- | ------------------------------- | ------- |
| 1  | Sacha Modolo        | Italien   | Colnago-CSF Inox                | 2:25.20 |
| 2  | Jure Kocjan         | Slovenien | Team Type 1-Sanofi Aventis      | + 0.00  |
| 3  | Daniele Bennati     | Italien   | Team Leopard-Trek               | + 0.00  |
| 4  | Manuel Belletti     | Italien   | Colnago-CSF Inox                | + 0.00  |
| 5  | Pim Ligthart        | Holland   | Vacansoleil-DCM                 | + 0.00  |
| 6  | Matti Breschel      | Danmark   | Rabobank                        | + 0.00  |
| 7  | Daniele Colli       | Italien   | Geox-TMC                        | + 0.00  |
| 8  | Michael Van Staeyen | Belgien   | Topsport Vlaanderen-Mercator    | + 0.00  |
| 9  | Alessandro Bazzana  | Italien   | Team Type 1-Sanofi Aventis      | + 0.00  |
| 10 | Michael Mørkøv      | Danmark   | Saxo Bank-SunGard               | + 0.00  |
| 11 | Gorik Gardeyn       | Belgien   | Vacansoleil-DCM                 | + 0.00  |
| 12 | Jean Eudes Demaret  | Frankrig  | Cofidis                         | + 0.00  |
| 13 | Niki Østergaard     | Danmark   | Glud & Marstrand-LRØ Rådgivning | + 0.00  |
| 14 | Óscar Freire        | Spanien   | Rabobank                        | + 0.00  |
| 15 | Kris Boeckmans      | Belgien   | Topsport Vlaanderen-Mercator    | + 0.00  |

|    | Navn              | Land       | Hold                            | Tid      |
| -- | ----------------- | ---------- | ------------------------------- | -------- |
| 1  | Simon Gerrans     | Australien | Team Sky                        | 15:28.35 |
| 2  | Matti Breschel    | Danmark    | Rabobank                        | + 0.04   |
| 3  | Daniele Bennati   | Italien    | Team Leopard-Trek               | + 0.06   |
| 4  | Michael Mørkøv    | Danmark    | Saxo Bank-SunGard               | + 0.09   |
| 5  | Bert-Jan Lindeman | Holland    | Vacansoleil-DCM                 | + 0.17   |
| 6  | Daniele Colli     | Italien    | Geox-TMC                        | + 0.18   |
| 7  | Niki Østergaard   | Danmark    | Glud & Marstrand-LRØ Rådgivning | + 0.18   |
| 8  | Damien Gaudin     | Frankrig   | Europcar                        | + 0.18   |
| 9  | Jérôme Cousin     | Frankrig   | Europcar                        | + 0.18   |
| 10 | Dario Cioni       | Italien    | Team Sky                        | + 0.27   |
| 11 | Andrea Pasqualon  | Italien    | Colnago-CSF Inox                | + 0.34   |
| 12 | Zico Waeytens     | Belgien    | Topsport Vlaanderen-Mercator    | + 0.38   |
| 13 | Sébastien Turgot  | Frankrig   | Europcar                        | + 0.43   |
| 14 | Pim Ligthart      | Holland    | Vacansoleil-DCM                 | + 0.46   |
| 15 | Óscar Freire      | Spanien    | Rabobank                        | + 0.46   |

## Ekstern henvisning
- Etapeside på postdanmarkrundt.dk Arkiveret 6. marts 2007 hos  Wayback Machine